# Paradoks dolžine obale
Paradoks dolžine obale opisuje značilnost obale kateregakoli kopna, da je njena dolžina odvisna od merila, s katerim se jo poskuša določiti: krajše kot je merilo, daljša bo izmerjena dolžina. Uporaba merila je v praksi nujen približek, pri čemer krajše merilo natančneje opiše zavitost zalivov in rokavov, zato bo dalo večji rezultat. Zveza se nadaljuje v neskončnost, saj ima obala značilnosti fraktala, ki ga ni mogoče opisati z dolžino.
Zveza med dolžino merila in izmerjeno dolžino obale ima na logaritemskem grafu obliko premice, njen naklon znaša med 1 in 2, kar je fraktalna razsežnost obalne črte.
Paradoks je prvi opisal matematik Lewis Fry Richardson, o njem pa je obširneje razpravljal tudi pionir geometrije fraktalov Benoît Mandelbrot. Prav problem dolžine obale Velike Britanije je slednjega napeljal k razmišljanju o tem področju, še preden je skoval besedo »fraktal«.